# Biceps brachii
Biceps eller biceps brachii (Latin: musculus biceps brachii, Dansk: "den tohovedet armbøjer") er en stor muskel på overarmens forside, beliggende mellem skulderen og albuen. Den starter som to udspringshoveder (et langt og et kort) som begge stammer fra punkter på scapula, disse samles i en fælles kødet del som påhæfter, via sene, på underarmen. Musklens hovedfunktion er bøjning af albuleddet. Derudover bidrager biceps brachii også til supination af underarmen og fleksion i skulderleddet.

## De to hoveder
Caput longum (det lange hoved):
- Udspringer fra tuberculum supraglenoidale på skulderbladets øvre rand
- Løber gennem sulcus intertubercularis på humerus, omgivet af en synovialskede
- Har en kritisk stabiliserende rolle for humerushovedet ved armabduktion

Caput breve (det korte hoved):
- Originerer ved processus coracoideus (et kogleformet knogleudspring på skulderbladet)
- Kortere og tykkere senestruktur med direkte trækretning mod underarmen
- Primær aktør ved kombineret skulderfleksion og albuebøjning